# 角ヶ谷典幸
角ヶ谷 典幸（つのがや のりゆき、1966年 - ）は、日本の会計学者・公認会計士。学位は、博士（商学）（一橋大学・論文博士・2009年）（学位論文『割引現在価値会計論』）。一橋大学大学院経営管理研究科教授。日本会計研究学会太田・黒澤賞、日本会計研究学会学会賞受賞。

## 人物・経歴
静岡県三島市生まれ。1989年慶應義塾大学商学部卒業。公認会計士試験第二次試験合格後、1992年一橋大学大学院商学研究科修士課程修了。1993年公認会計士試験第三次試験合格。1995年一橋大学大学院商学研究科博士後期課程単位修得退学。2009年『割引現在価値会計論』により博士（商学）（一橋大学）の学位を取得、審査員は、万代勝信・佐々木隆志・福川裕徳。
名古屋商科大学商学部専任講師、福島大学経済学部助教授等を経て、2005年九州大学大学院経済学研究院助教授。2013年名古屋大学大学院経済学研究科教授。2013年から17年まで公認会計士試験試験委員。2020年一橋大学大学院経営管理研究科教授。
国際ジャーナルに多数の英語論文を発表するなどしており、2002年には日本会計研究学会学会賞受賞。2009年日本会計研究学会太田・黒澤賞受賞。

## 著作

### 著書
- 『会計ビッグバンの研究』九州大学 2005年
- 『割引現在価値会計論』森山書店 2009年
- 『リース会計基準の論理』（佐藤信彦と共編著）税務経理協会 2009年
- 『リース会計制度の経済分析』（佐藤行弘, 河﨑照行, 加賀谷哲之, 古賀裕也と共編著）中央経済社 2018年

### 訳書
- ドロン・ニッシム, ステファン・ペンマン『公正価値会計のフレームワーク』（赤城諭士と共訳）中央経済社 2012年